# Glogovik
Glogovik (en serbe cyrillique : Глоговик) est un village de Serbie situé dans la municipalité de Tutin, district de Raška. Au recensement de 2011, il comptait 173 habitants.

## Démographie
| 1948 | 1953 | 1961 | 1971 | 1981 | 1991 | 2002 | 2011 |
| ---- | ---- | ---- | ---- | ---- | ---- | ---- | ---- |
| 290  | 316  | 357  | 275  | 301  | 261  | 157  | 173  |

|  |